# Horezu-Poenari, Dolj
Horezu-Poenari este un sat în comuna Valea Stanciului din județul Dolj, Oltenia, România.
 Acest articol despre o localitate din județul Dolj este deocamdată un ciot. Puteți ajuta Wikipedia prin completarea lui.